# Sven Gustafsson
Sven Alfred Gustafsson, född 26 juli 1898 i Katarina församling i Stockholm, död 27 januari 1967 i Santa Fe, New Mexico, USA, var en svensk-amerikansk konstnär och skådespelare. 
Gustafsson var en äldre bror till skådespelerskorna Greta och Alva Garbo. Han kallade sig en period Sven Garbo men blev stämd av Greta Garbos amerikanska filmbolag och återgick till att kalla sig Gustafsson. 

## Filmografi
- 1929 – Konstgjorda Svensson[1]
- 1930 – Charlotte Löwensköld[1]
- 1930 – När rosorna slå ut